# Georges Lentz
Georges Lentz (Luxemburgo, 22 de octubre de 1965) es un compositor contemporáneo que reside en Australia desde 1990.
Estudió música en el Conservatorio de Luxemburgo, el Conservatoire National Supérieur de Musique de París (1982-1986) y la Musikhochschule de Hannover (1986-1990).
Su música se ve influida por la astronomía y la pintura de los aborígenes australianos. Es considerado uno de los compositores más importante de Australia.
En 1991 se unió a la Orquesta Sinfónica de Sídney y en 1997 ganó el Paul Lowin Prize para composición orquestal, el premio de composición de mayor prestigio en Australia.